# Enema of the State
Enema of the State — третій студійний альбом американського поп-панк гурта Blink-182. Вийшов на лейблі MCA Records 1 червня 1999 року. Це останній альбом гурту з барабанщиком Скоттом Рейнором.
Саме до цього альбому увійшли такі хіти, як «What's My Age Again?», «All the Small Things» та «Adam's Song». Це перший альбом гурта з новим барабанщиком Тревісом Баркером. Альбом був комерційно дуже успішним: у всьому світі було продано понад 15 000 000 копій. Це найуспішніший альбом Blink 182. На честь десятої річниці виходу альбому, була видана спеціальна версія на вініловій платівці на незалежному лейблі Mightier Than Sword.

## Список пісень
Автор музики і слів Blink 182. 
| Enema of the State | Enema of the State      | Enema of the State |
| #                  | Назва                   | Тривалість         |
| ------------------ | ----------------------- | ------------------ |
| 1.                 | «Dumpweed»              | 2:23               |
| 2.                 | «Don't Leave Me»        | 2:23               |
| 3.                 | «Aliens Exist»          | 3:13               |
| 4.                 | «Going Away to College» | 2:59               |
| 5.                 | «What's My Age Again?»  | 2:28               |
| 6.                 | «Dysentery Gary»        | 2:45               |
| 7.                 | «Adam's Song»           | 4:09               |
| 8.                 | «All the Small Things»  | 2:48               |
| 9.                 | «The Party Song»        | 2:19               |
| 10.                | «Mutt»                  | 3:23               |
| 11.                | «Wendy Clear»           | 2:50               |
| 12.                | «Anthem»                | 3:37               |
| 35:23              |                         |                    |

| Японська версія | Японська версія                         | Японська версія |
| #               | Назва                                   | Тривалість      |
| --------------- | --------------------------------------- | --------------- |
| 13.             | «Dumpweed» (Live in London)             | 2:24            |
| 14.             | «All the Small Things» (Live in London) | 2:48            |
| 15.             | «Dammit» (Live in London)               | 2:45            |
| 16.             | «Mutt» (Live in LA)                     | 3:23            |
| 17.             | «Aliens Exist» (Live in LA)             | 3:13            |

| Корейська версія | Корейська версія | Корейська версія |
| #                | Назва            | Тривалість       |
| ---------------- | ---------------- | ---------------- |
| 13.              | «Family Reunion» | 0:35             |

| Австралійська версія | Австралійська версія        | Австралійська версія |
| #                    | Назва                       | Тривалість           |
| -------------------- | --------------------------- | -------------------- |
| 13.                  | «Pathetic» (Live in LA)     | 2:28                 |
| 14.                  | «Untitled» (Live in LA)     | 2:46                 |
| 15.                  | «Josie» (Live in LA)        | 3:19                 |
| 16.                  | «Aliens Exist» (Live in LA) | 3:13                 |

| Австралійська версія (бонусний диск) | Австралійська версія (бонусний диск)    | Австралійська версія (бонусний диск) |
| #                                    | Назва                                   | Тривалість                           |
| ------------------------------------ | --------------------------------------- | ------------------------------------ |
| 1.                                   | «All the Small Things» (Single Edit)    | 2:48                                 |
| 2.                                   | «Dumpweed» (Live in London)             | 2:24                                 |
| 3.                                   | «What's My Age Again?» (Live in London) | 2:58                                 |
| 4.                                   | «All the Small Things» (Live in London) | 2:48                                 |
| 5.                                   | «Dammit» (Live in London)               | 2:45                                 |

## Обкладинка
Для обкладинки альбому знялась порно-зірка Жанін Ліндмалдер. Вона також знімалась у відео до пісень «What's My Age Again?» та «Man Overboard». У перших партіям диску на шапочці актриси була емблема Червоного хреста. Проте незабаром гурт вимушений був видалити цю емблему через позов Червоного хреста.

## Назва
Назва альбому, це гумористичний оберт з терміну «Enemy of the State». На внутрішній стороні диску є інша назва альбому: «Viking Wizard Eyes, Wizard Full of Lies».

## Відео
Було знято 3 відео до альбому на такі пісні: «What's My Age Again?», «All the Small Things» та «Adam's Song». Були деякі чутки, що на «Going Away To College», «Aliens Exist» and «Mutt» також відзняте відео. Проте, згодом виявилось, що «Going Away To College» це вступна частина до фільму The Urethra Chronicles.

## Досягнення
- другий найуспішніший панк альбом за всю історію після Dookie від Green Day.
- № 66 у списку найкращих гітарних альбомів усіх часів за версією журналу Guitar World[5].
- увійшов до списку 500-ста альбомів, які необхідно купити за життя за версією журналу Blender[6].
- № 34 у списку найкращих обкладинок усіх часів за версією VH1[7].

## Учасники
- Марк Гоппус — вокал, гітара
- Том ДеЛонг — вокал, гітара
- Скотт Рейнор — ударні